# Pediculus clavicornis
Pediculus clavicornis är en insektsart som beskrevs av Christian Ludwig Nitzsch 1864. Pediculus clavicornis ingår i släktet Pediculus och familjen människolöss. Inga underarter finns listade i Catalogue of Life.